# Naples Foot-Ball Club 1911-1912
Questa voce raccoglie le informazioni riguardanti il Naples Foot-Ball Club nelle competizioni ufficiali della stagione 1911-1912.

## Stagione
Nell'autunno 1911 avvenne una scissione all'interno del Naples: i giocatori di nazionalità straniera fuoriuscirono dalla squadra andando a formare una nuova società polisportiva, l'Unione Sportiva Internazionale di Napoli; la nuova società avrebbe prediletto gli sport atletici in generale e il calcio in particolare. In seguito alla scissione, il Naples si indebolì considerevolmente, perdendo tutti gli elementi di origini straniere, nonché Michele Scarfoglio, richiamato in Libia; il Naples cercò di sostituire gli elementi di origini straniere con alcuni dei migliori giocatori provenienti dalla Juventus di Napoli, e la squadra fu completamente rivoluzionata: dei vecchi giocatori rimanevano solo Garozzo, Del Pezzo e Giannini, mentre il resto della rosa era costituito da giocatori giovani provenienti dalle seconde squadre; acquisto notevole per la squadra fu però Casacchia, mediano sinistro, che abbandonò l'Audace di Napoli per andare a giocare nel Naples. La nuova squadra fu allenata da Capra, terzino del Torino, che in quel momento si trovava a Napoli per svolgere il servizio militare. Allenati da Capra, al primo confronto con l'Internazionale, il Naples ebbe la meglio vincendo grazie a una rete di testa di Pasquali nei minuti finali del primo tempo. Determinanti in quella partita per il Naples risultarono il portiere Guido Cavalli, il Casacchia e Paduli III, Dodero e Pasquali, oltre a Garozzo e Del Pezzo. Il Naples vinse anche le due successive partite con l'Internazionale di Napoli, che andò anche a perdere a Roma con il Roman; tuttavia, l'Internazionale riuscì a riprendersi da queste prime sconfitte, sconfiggendo a Napoli il Roman, e avendo la meglio sul Naples, privo di Capra, nel campionato meridionale di Seconda Categoria dopo cinque combattute partite.

## Divise
| Manica sinistra · Manica sinistra · Maglietta · Maglietta · Manica destra · Manica destra · Pantaloncini · Calzettoni |

## Organigramma societario
Area direttiva
- Presidente:  Emilio Anatra

Area tecnica
- Allenatore: Carlo Capra (prima metà della stagione)[2]

## Rosa
| N. |                   | Ruolo | Calciatore         |
| -- | ----------------- | ----- | ------------------ |
|    | Italia (bandiera) | P     | Guido Cavalli      |
|    | Italia (bandiera) | D     | Carlo Garozzo      |
|    | Italia (bandiera) | D     | Gaetano Del Pezzo  |
|    | Italia (bandiera) |       | Carlo Bruschini II |
|    | Italia (bandiera) |       | Mario Argento      |
|    | Italia (bandiera) | C     | Fritz Giannini     |
|    | Italia (bandiera) | C     | Casacchia          |

| N. |                   | Ruolo | Calciatore                 |
| -- | ----------------- | ----- | -------------------------- |
|    | Italia (bandiera) |       | Cesare Coscia di Paduli I  |
|    | Italia (bandiera) |       | Paduli II                  |
|    | Italia (bandiera) |       | Attilio Bruschini I        |
|    | Italia (bandiera) |       | Valle                      |
|    | Italia (bandiera) |       | Dodero                     |
|    | Italia (bandiera) |       | Pasquale                   |
|    | Italia (bandiera) |       | Carlo Coscia di Paduli III |

## Risultati

### Coppa Lipton

#### Finale
| Palermo aprile 1912 Finale | Palermo | 5 – 0 | Naples |  |